# Альтернативный киноплакат
Альтернативный киноплакат — графическая работа (цифровая, напечатанная или исполненная в иных техниках) по мотивам фильма, мультфильма или телесериала. Это постеры, которые создаются современными художниками-иллюстраторами, графическими дизайнерами или коллективами авторов в творческих студиях в качестве оммажей режиссёру, актёру, самой ленте или выпускаются к какому-то событию, с ними связанному (например, ретроспектива работ какого-либо режиссёра, повторный прокат, премьерный показ и т. д.). Эти плакаты создаются авторами как для самих себя, так и по заказу частных лиц (коллекционеров, ценителей кино и изобразительного искусства) и профессиональных институций — художественных галерей, кинотеатров, фестивалей, а в последние несколько лет и киностудий.
Альтернативный плакат — это художественная интерпретация образов киноленты, её героев, атмосферы, выполненная в уникальном авторском стиле.     
Визуальная структура альтернативных кинопостеров схожа с официальными прокатными киноплакатами: помимо самого изображения (key art) они содержат название фильма, тэглайн (слоган фильма), выходные данные, логотипы киностудий, спонсоров и т. д.
Альтернативный кинопостер является частным случаем ответвления фан-арта, которое можно обозначить как «киноарт» (то есть работы по мотивам фильмов, не обязательно в формате киноплакатов — например, портретное или стилизованное изображение персонажа).

## История альтернативного киноплаката
Исследователи считают основной причиной возникновения альтернативного киноплаката появление персональных компьютеров и развитие графических редакторов. Примерно до середины 1980-х годов киноплакат в основном рисовался вручную, и постер к фильму был своеобразным произведением искусства, который многие хотели бы повесить дома или иметь в своей коллекции. С приходом же эры компьютеров в 1980-е (и особенно с их распространением в последующие десятилетия вплоть до наших дней) киноплакат по многим причинам превращается в обычный фотоколлаж, чаще всего изображающий главных героев фильма.
Данный метод создания плакатов-коллажей используется киностудиями для сокращения материальных, человеческих и временных ресурсов. Также здесь открывается большой простор для использования различных визуальных клише, таких как «парящие головы» (жанр мелодрамы), «герой со спины в полуоборота» (экшн, боевик, фантастика) или же «глаз крупным планом» (фильмы ужасов) и тд. Эти приёмы помогают людям в доли секунды понять, какого рода фильм рекламируется и определить, интересен ли он им. Но в то же время они делают плакат менее интересным с точки зрения эстетики.
Как показали исследования фокус-групп, показанные в фильме «24х36» (2017, реж. Кевин Бурке), сегодня зритель привык именно к киноплакату-фотоколлажу, и если в его основе лежит графическая иллюстрация, то он, скорее всего, будет восприниматься в сознании обычного зрителя как постер к мультфильму.
В целом такой поворот к коммерциализации и отход от художественности киноплаката не мог не вызвать чувства ностальгии киноманов по «утраченному искусству» и желания вернуть его. «Альтернативный киноплакат — это ответ Голиафу, Голливудским студиям, которые виновны в убийстве искусства кинопостера» — замечает Эрин Пирсон.
Родиной альтернативного кинопостера считается город Остин, (штат Техас, США), который с 1960-х гг. приобрёл также и неофициальный статус музыкальной столицы США. В те годы параллельно с возникновением и развитием рок-н-ролла зародилась потребность в визуальных образах, которые бы адекватно отражали новую музыкальную культуру с её громким, ярким и порой безумным стилем жизни. Самыми популярными и доступными формами воплощениях таких образов стали обложки конвертов для грампластинок и афиши к рок-концертам (т. н. «рок-» или «гиг-постеры»). Стилистика, образность и техника создания рок-постеров очень схожи с альтернативным киноплакатом, более того — именно из афиш и плакатов, рекламировавших музыкальные события, впоследствии он и появился. В силу этого здесь имеет смысл уделить внимание и гиг-постерам.
Рок-плакаты в основной массе печатались и тиражировались тремя способами: методами высокой печати, шелкографии или обычной ксерографии (ксерокопирования). Первый способ получил распространение в ещё одном «музыкальном» городе, на родине музыки кантри — Нашвилле (штат Теннесси). Там до сих пор существует мастерская братьев Хэтч («Hatch show print»), специализировавшаяся в основном на текстовых афишах к различным мероприятиям (концерты, выставки, театральные и цирковые представления и т. д.).
Метод высокой печати был довольно затратным, поскольку требовал дорогостоящего оборудования (печатные прессы, наборные литеры и т. д.), и позволить себе печатать такие афиши могли не все. Напротив, метод ксерокопирования, который был взят на вооружение панк-группами в 1970—1980-х гг, является более чем бюджетным, но в то же время и наименее эстетичным. Самой же востребованной техникой печати стала шелкография (или сериграфия), сочетающая в себе простоту, относительно невысокую цену печати и эстетическую выразительность. Шелкография является одним из самых древних способов нанесения краски на поверхность с помощью трафаретов. До 1950-х годов этот метод печати использовалась преимущественно в промышленности, а со второй половины XX в. уверенно вошел в историю мирового искусства. Одним из популяризаторов этой техники был Энди Уорхол, чьи самые известные и дорогие работы (к примеру, «Бирюзовая Мэрилин», 1964 г.) выполнены именно сериграфией.
Так или иначе шелкография стала самым популярным способом печати рок-плакатов, которые сразу же привлекали внимание поклонников рок-музыки и коллекционеров своей яркостью и психоделической образностью. Среди наиболее известных художников, создававших рок-постеры в 1960—1990 гг, можно назвать Rick Griffin (Рика Гриффина), Victor Moscoso (Виктора Москосо), Wes Wilson (Уэса Уилсона), Alton Kelly (Алтона Келли), Stanley Mouse (Стенли Мауса) и другие.
В то время, когда киноплакат начал постепенно «увядать» в 1980-х гг как искусство, рок-постеры продолжали вдохновлять и поражать своей эстетикой. И в тот момент, когда усталость синефилов от однообразных кинопостеров дошла до предела, в среде ценителей популярной культуры, киноманов и художников появляется идея того, как могли бы выглядеть кинопостеры к современным и классическим фильмам, если бы они были выполнены в стилистике рок-плакатов. Первые подобные работы начали появляться в начале нулевых сначала в интернете на форумах любителей кино, а затем — на фестивалях «Flatstock», организуемых American Poster Institute (Американский институт плаката). Эта зарождающая тенденция имела достаточно спонтанный характер, поэтому сейчас очень сложно сказать, кто создал первый альтернативный кинопостер.

## Галереи альтернативного киноплаката
Первой институцией, которая начала создавать плакаты к своим кинособытиям — фестивалям, ретроспективам, кинопоказам, был кинотеатр «Alamo Drafthouse» («Аламо Драфтхаус») в Остине. Там же в конце 1990-х — начале 2000-х Квентин Тарантино проводил свой кинофестиваль (QT Film Festival), показывая фильмы, которые оказали на него наибольшее влияние. Во время и после данных мероприятий эти плакаты продавались как сувениры, а когда владельцы поняли, что спрос на них превышает предложение, они решили заняться этим делом более основательно. Так возникает ставшая сегодня культовой галерея и студия «Mondo». Сегодня «Mondo» сотрудничает с самыми известными иллюстраторами мира, заказывая у них работы по фильмам, и печатает их шелкографией с ограниченными тиражом (обычно 100—400 экз.). Галерея работает с крупнейшими киностудиями, и на каждый плакат приобретается лицензия у правообладателей. Новые релизы «Mondo», появляющиеся на их официальном сайте, раскупаются в считанные секунды, и буквально в тот же день выкладываются на аукцион «Ebay» и другие торговые интернет-площадки по цене в несколько раз выше изначальной.
Практически в одно время с галереей «Mondo» открывается схожая площадка в Лос-Анджелесе, получившая название «Gallery 1988» («G1988») и ставшая к настоящему моменту не менее значимой институцией в американской поп-культуре, чем первая. «Gallery 1988» не ограничивается только киноплакатами, но работает с киноартом в целом, периодически устраивая выставки и другие мероприятия. В течение последующих лет в разных частях США и мира появляются такие галереи, как «Spoke Art» (Сан-Франциско), «Grey Matter Art» (Нью Йорк), «Dark City Gallery» (Лондон), «АК Галерея» (Санкт-Петербург, Россия) и др. Создаются также интернет-ресурсы, посвященные киноарту и альтернативным киноплакатам, которые периодически проводят международные конкурсы среди художников на создание постеров к разным фильмам.

## Исследователи феномена альтернативного киноплаката
Говоря об исследователях данного феномена, можно назвать всего несколько имён авторов. Мэтью Чойнаки (Matthew Chojnacki) — самый известный исследователь альтернативных кинопостеров и коллекционер киноарта.
Также Эрин Пирсон (Erin Pearson), Дженнифер О’Мира (Jennifer O’Meara), Твэн Зийлстра (Twan Zijlstra), Джонатан Грей (Jonathan Gray) — все они изучают данную тему с разных сторон. Кроме того в 2016 году вышла документальная лента «24х36: Фильм о кинопостерах» режиссёра Кевина Бурке (Kevin Burke).
В России изучением альтернативного киноплаката и киноарта занимаются основатели АК Галереи (Санкт-Петербург) Ярослав Бричко и Илья Сергеев.